# Ramal ferroviario Olavarría-Pringles-Bahía Blanca
El Ramal Olavarría - Pringles - Bahía Blanca pertenece al Ferrocarril General Roca, Argentina.

## Ubicación
Partiendo desde Olavarría, el ramal atraviesa 308 km por la provincia de Buenos Aires, a través de los partidos de Olavarría, Laprida, Coronel Suárez, Coronel Pringles, Tornquist y Bahía Blanca.

## Servicios
No presta servicios de pasajeros de larga distancia desde el 30 de junio de 2016.
La red de carga es operada por la empresa Ferrosur Roca.

## Imágenes

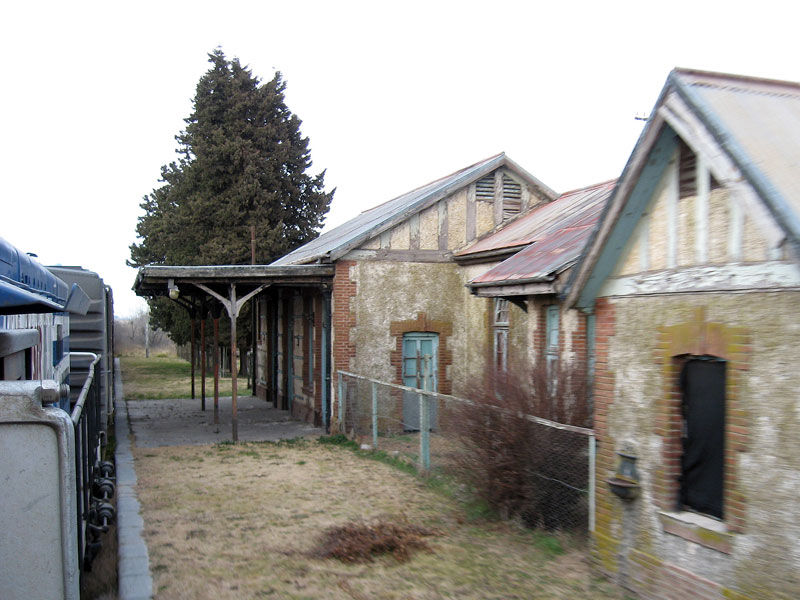
Santa Luisa
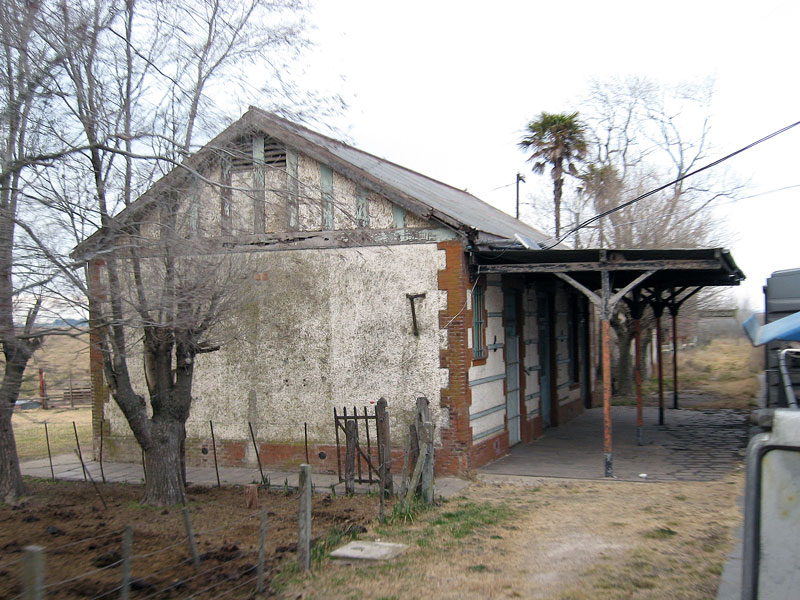
Durañona
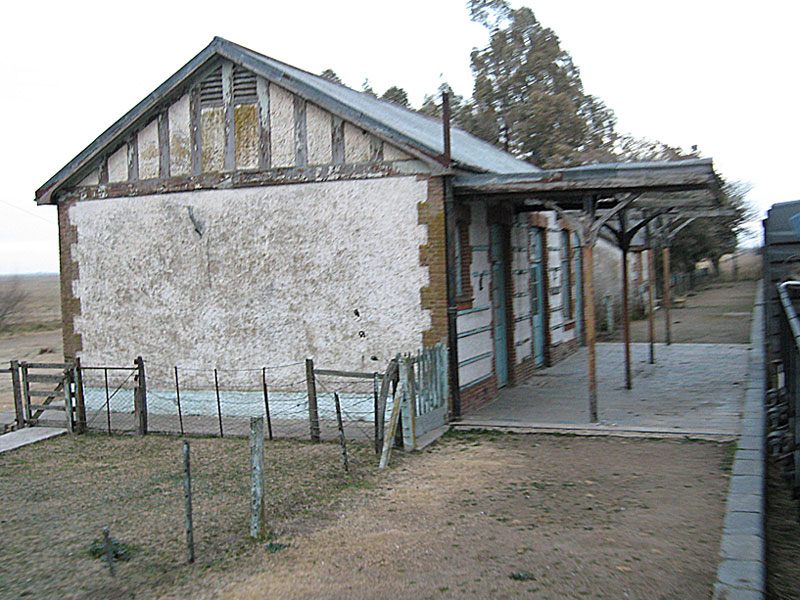
Santa Elena
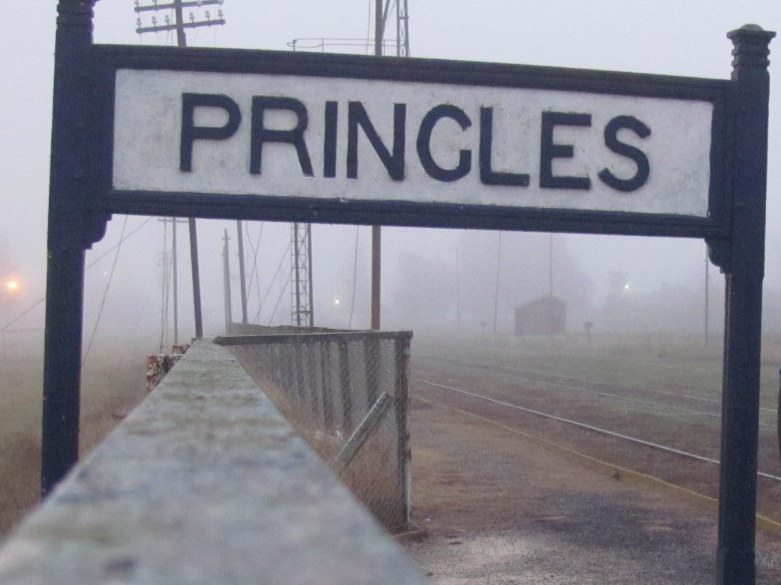
Pringles
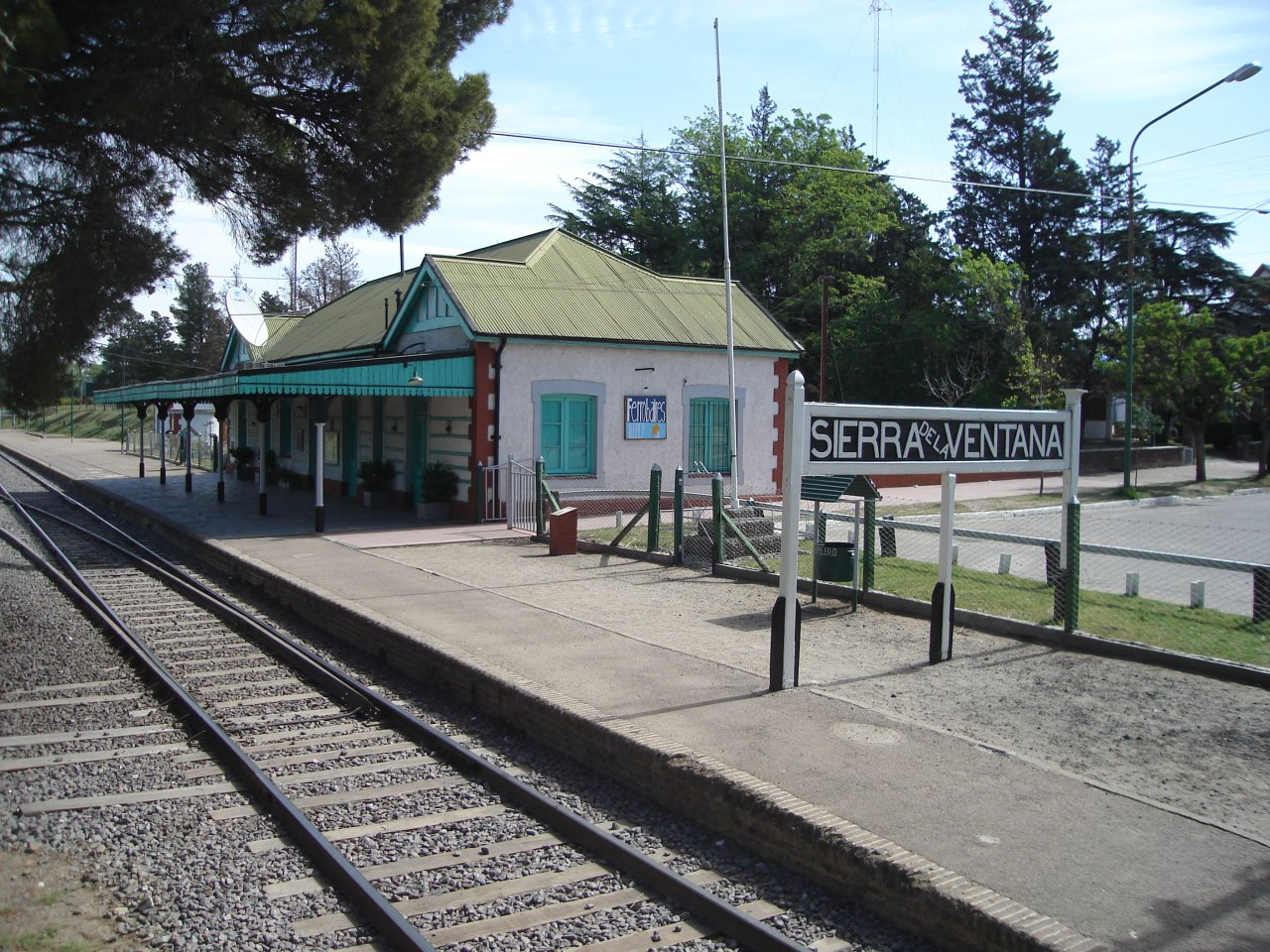
Sierra de la Ventana
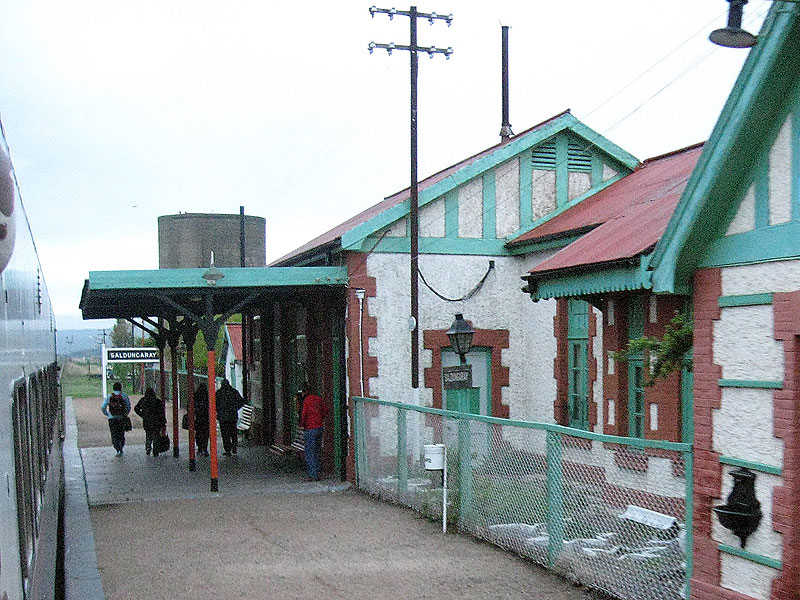
Saldungaray